# Naděžda Čižovová
Naděžda Vladimirovna Čižovová (rusky Надежда Владимировна Чижова; * 29. září 1945 Usolje-Sibirskoje, Irkutská oblast) je bývalá sovětská atletka ruské národnosti, olympijská vítězka a držitelka stříbrné a bronzové olympijské medaile, čtyřnásobná mistryně Evropy a pětinásobná halová mistryně Evropy ve vrhu koulí. Ve své disciplíně dvakrát vyrovnala a celkově osmkrát posunula hodnotu světového rekordu pod širým nebem a osmkrát rovněž v hale. Devět jejich rekordů bylo ratifikováno. Jako první žena v historii pokořila hranici 20 i 21 metrů.

## Osobní rekordy
- hala – 20,62 m – 9. března 1974, Göteborg
- venku – 21,45 m – 29. září 1973, Varna